# Orvasca vespertilionis
Orvasca vespertilionis is een donsvlinder uit de familie van de spinneruilen (Erebidae). De wetenschappelijke naam van de soort is, als Euproctis vespertilionis, voor het eerst geldig gepubliceerd in 1976 door Jeremy Daniel Holloway.